# Halodiplosis biennis
Halodiplosis biennis är en tvåvingeart som först beskrevs av Marikovskij 1955.  Halodiplosis biennis ingår i släktet Halodiplosis och familjen gallmyggor. Inga underarter finns listade i Catalogue of Life.